# Георги Тамбуев
Георги Тамбуев (1933 – 2003) е български разследващ журналист, публицист, писател и народен представител от листата на БСП в VII велико народно събрание и XXXVI народно събрание. Журналистическите му трудове се съсредоточени върху корупцията по високите етажи на властта преди и след 1989 г. Обект на различните негови разследвания са сенчестите кредити и последвалите кредитни милионери, източването на държавния резерв, злоупотреба с чуждестранни помощи, незаконно изземване и унищожаване на архиви, злоупотреба със служебно положение, полицейски произвол и злоупотреба с власт, далавери с и източване на български задгранични дружества, незаконни схеми с индустриално оборудване и приватизацията преди 1997 г.

## Биография
Георги Тамбуев е роден на 14. март 1933 г. в град Лил, Франция. Баща му е от Бесарабия, а майка му е от Загоричани, Костурско. Причината родителите му да се срещнат във Франция е, че Стефан е там като емигрант от Русия, а Елена е бежанка от Егейска Македония, която след Междусъюзническата война е присъединена към територията на Гърция. Родителите заедно с трите си деца се преместват в България непосредствено преди Втората Световна Война. Така Георги заедно с брат си и сестра си заживяват тук до края на дните си.
През 1957 г. Георги Тамбуев завършва журналистика в първия випуск на създалата се специалност към факултета по българска филология на Софийския университет.
Професионалният му път започва като кореспондент в Русе на вестник „Кооперативно село“. Там за първи път се проявява характера, който по-късно ще го оформи като смел и безпощадно критичен, разследващ журналист. При местни избори е назначен за застъпник на един силно компрометирал се партиен кадър. Затова на предизборното събрание младият журналист предлага на избирателите да отхвърлят кандидата на местния комитет на БКП и да представят тяхна кандидатура. За онези години това е самоубийствена постъпка. Но точно наглата ѝ изява налага представата, че младият журналист изразява желанието на много високите столични партийни структури. Така местният партиен елит не само се присъединява, но и приветства предложението. Недоразумения от такъв характер са типични за тоталитарната йерархия и точно те твърде често ще спасяват Тамбуев и в по-нататъшната му кариера.
През 1963 г. с откриването на „Кремиковци“ Георги Тамбуев е назначен, за да направи вестник на комбината. За кратко време „Кремиковски металург“ се превръща в най-големия заводски вестник в България с тираж, по-висок дори от някои регионални издания. В „Кремиковски металург“, тази люпилня за професионалисти, не едно от големите имена в българската журналистиката са започвали своята кариера.
Успешната реализация на проекта „Кремиковски металург“ отвежда Георги Тамбуев към Славянския комитет в България. Това е дружество, основано още през 1880 г. и сред създателите му са личности като Иван Вазов, Васил Златарски, Стефан Бобчев и още много други забележителни възрожденци. 
В годините, когато Тамбуев работи там, комитетът се е захванал с непосилната задача да обедини в един кръг българите от всички краища на земята. Медия на комитета е списание „Славяни“, на което Тамбуев е един от водещите редактори. Списанието разширява погледа му за света, в който много български общности имат нужда от вестник и необходимост от български журналист, който да им го направи. Плод на безбройните командировки от това време са книгите му „Гости от Америка“ – комично-драматични разкази за пътешествия на български емигранти из България и „Като милионер в Австралия“ – първият пътепис за Австралия в българската литература. В него се описва пристигането и пребиваване на автора в тази забележителна страна, където дори и враждебно настроените емигранти се превръщат в приятели.
През 1971 г. Георги Тамбуев е назначен за главен редактор на Студията за документални филми „Екран“. Там многото сюжети, свързани с археологията, историята и националната ни психология го подтикват да напише романа „Първия български пленник“. Мистичен трилър, развиващ се в Константинопол през първите години от създаването на българската държава. 
От 1973 г. Тамбуев работи във вестник „Труд“. Материалите му за този вестник са изпълнени с духа на новосъздаващата се в България разследваща журналистика. Еталонни са разследванията за вещите лица, „Сравнението“ както и „Кой губи от спечелените дела“. Критичният пласт в материалите на Тамбуев е толкова силен, че хората с власт, подобно на случаят по изборите от младежките му години, са считали, че тези творби са написани по изискване на хора с още по-голяма власт. Но един ден самият Тодор Живков разсейва тази заблуда. Лично той обвинява Георги Тамбуев в липса на класов подход и в провокация на комунистическите идеи и марксистко-ленинските принципи. Повод за това става поредицата „Корупция, облечена във власт“, която през 1987 г. се появява на страниците във вестник „Труд“ „Корупция, облечена във власт“ предизвиква истинско брожение. Текстът доказва, че корупцията обхваща цялата държава и то по вертикалата от горе надолу. Корупционните механизми се задействат от най-високата власт и стигат до най-малкото селище. Тази истина в онези години се е считала за абсолютна ерес. Тамбуев е изключен от БКП и уволнен от партийния орган „Работническо дело“. Вестник, в който е бил назначен заради изключителния анализ на фактите в материала „Корупция, облечена във власт“. Отнемат грамотите и отличията, получени за професионалната му дейност. Но не успяват да заличат името му пред голямата маса хора от всички класи и съсловия, които застават в защита на Тамбуев. Точно това го спасява от наказателно преследване. Дотогава в обществото доминира диктаторско подчинение и подобно поведение от страна на хората е изненадващо и едновременно с това обезпокоително за властниците. В тази атмосфера на низвергнат от властите дисидент и обичан от хората журналист Тамбуев описва премеждия си в едноименната книга „Корупция, облечена във власт“.
В качеството си на депутат от първото Велико Народното събрание сформирано веднага след 10. ноември Георги Тамбуев е член на анкетната комисия за проучване на сигналите за корупция в законодателната, изпълнителната и съдебната власт и председател на комисията по досиетата. На базата на разсекретните служебни и криминални досиета на бивши агенти от шести отдел на шесто главно управление на ДС, Тамбуев създава поредицата с твърде новото за времето си определение „Компромат“.
В Компромат І, ІІ и ІІІ той разкрива, че почти всички новосъздадени политици са бивши доносници на ДС. Сега списъци на доносниците и то в доста по-разширен вид могат да се видят в не един от сайтовете в Интернет, но тогава поредицата добива изключително значение за оформяне на представите за истина, правилност и морал на новосъздаващото се демократично общество. Дори самата рядко употребявана до онзи момент дума „компромат“, благодарение на поредицата, добива популярността, с която я натоварваме и до днес.
Изобличаването на корупцията по високите етажи на властта и след 10. ноември продължава да е сред водещите му теми. Георги Тамбуев съсредоточава голяма част от работата си, в създаването на трудове, които показват, че корупцията в страната не е приоритет само на управляващата партия. Тя е присъща за всички цветове в политическия спектър и е безспорна тема за съглашателство независимо от политическите възгледи на отделните парламентарни групи. Точно за такова съглашателство става дума при представянето на плана Ран–Ът за България. При приемането на този план, явяващ се като преход към пазарна икономика, по-голямата част от депутатите го приемат с ръкопляскане. Но Тамбуев е сред онази неголяма група от критици, за която този план е узаконено престъпление.
След излизането си от политиката, между 1994 и 1996 г., журналистът издава вестник „Особено мнение“, в който изследва укрепването на мафията като естествен резултат от мащабната корупция и беззаконие в България.
Във вече напреднала възраст, анализирайки неработещата съдебна система в България, Тамбуев планира да обедини всички свои антикорупционни разследвания в един труд, наречен „Трета Власт“, но този труд така и не е завършен.

## „Корупция, облечена във власт“ (1987)
Статията излиза последователно в четири броя на вестник „Труд“ през юни 1987 г. Обект на разследването на Тамбуев са злоупотребите на етрополския прокурор Григор Михайлов и сестра му Яна Енева, които при наличието на живи и работоспособни родители са незаконно осиновени (двамата са на възраст между 17 и 20 години) от Яна Михайлова – почти седемдесет годишна вдовица на активен борец против фашизма. Осиновяването на Григор и Яна им гарантира достъп до привилегии на семейство, чийто членове са били активни борци против фашизма и убити в съпротивата. По този начин Григор Михайлов си осигурява прием в Софийска университет без изпит и солидно влияние, с което по-късно става районен прокурор в Етрополе, където неформално ръководи града като феодал. Злоупотребите на Григор Михайлов и Яна Енева (заместник-ръководител на Районната Потребителска Кооперация (РПК)) включват и търговски измами, незаконно строителство на къща, облагодетелстване с обществени ресурси за лична изгода, злоупотреба с прокурорска власт с цел освобождаване на обвиняеми, които впоследствие работят за семейството и манипулиране, натиск и сплашване на длъжностни служители на МВР. Григор Михайлов също така има солидни връзки – зад него стоят лица от висшата номенклатура като Митка Гръбчева, първият секретар на Общинския комитет и заместник-началникът на милицията в Етрополе. Сестра му като заместник-ръководител на РПК осигурява прикритие за търговските злоупотреби. Всички тези дейности и отношения осигуряват на семейството апартамент, вила, голяма къща, нова лека кола и екскурзии в чужбина – все неща, които обикновените хора по онова време трудно могат да постигнат.
След публикуването на статията Политбюро на ЦК на БКП заседава, като под внимание са поставени „съображенията на Тодор Живков по някои проблеми и задачи във връзка с преустройството в духовната сфера“. Събранието определя проявите на недоволство и опозиционност като черногледство, израз на нездрави елементи, вражески тенденции и т.н. По-късно Тодор Живко лично настоява за изключването на Тамбуев от БКП, за освобождаването му от работа в „Труд“ и за смяна на главния редактор Дамян Обрешков.
Решението на Живков за изключване създава противоречия както в Партията, така и извън нея. От една страна, разследването в статията на Тамбуев е направено заедно с опитни лица от Главна прокуратура и МВР, както и инспектори от засегнатите институции, а година преди това разследване Тамбуев публикува друго такова, което показва разхищения за милиони левове, за което е и публично високо оценен от Секретариата на ЦК. Още повече тогавашният министър на вътрешните работи Димитър Стоянов награждава Тамбуев заради „Корупция, облечена във власт“. От друга страна, чрез решението на Живков Партията вече определя Тамбуев като слаб и повърхностен журналист, който от едната крайност (публична похвала) отива в другата (изключване от партията). Това противоречие кара позицията на Политбюро да звучи неубедителна и в крайна сметка довежда до срив в авторитета на Партията и на Тодор Живков.
Въпреки това обаче решението на Политбюро е сведено в действие. Активизира се шесто управлениена ДС, което си поставя за цел да накара всеки, изразил несъгласие с „аферата Тамбуев“, да се отметне. Несъгласните с политиката на Живков са викани на кратки разпити, където са „насърчавани“ да се пенсионират или публично да се отрекат от позицията си, както и са предупреждавани „да внимават“.
Тодор Живков изрично нарежда с интелигенцията да се действа „меко“, за да не се създават излишни герои. Такива ограничения обаче липсват за обикновените хора. В Етрополе е изпратен екип на ДС, за да стабилизира положението. Екипът действа в координация с първия секретар на Общинския комитет на БКП Пенчо Сираков и инспекторът от Централната Контролно-Ревизионна Комисия (ЦКРК) Марсел Милев. Екипът се води по протоколите от закритите събрания на първичните партийни организации, като всеки, изразил несъгласие с политиката на Партията, е викан на разпит. Индивидуалната „обработка“ на несъгласните включва и изваждането на семейни компромати, които се използват за манипулация.
Тези действия обаче не сломяват духа на етрополци и няколко дена подред градът осъмва с разлепени листовки против корупцията. Върху стените на местния монумент „Братската могила“ изкачат надписи: „Корупцията е на власт“. При свеждане на решението на Партията до местните партийни структури в Етрополе, София и на други места из страната членовете се изказват остро срещу решението и открито защитават Тамбуев.
Самият той няколко пъти е молен да си напише опровержение и публично да се извини за действията си. След като отказва, е призован да се яви в Софийски районен съд като обвинявам по наказателно дело от частен характер – Григор Яна Михайлови го обвиняват в клевета. Тамбуев смята, че това дело е опит за опипване на почвата. Ако обществената реакция е силна, обвинителите биха казали, че делото е от частен характер и няма общо с държавата. Ако реакцията е слаба, друго дело от общ характер би могло да бъде възбудено, с което разправата би била пълна.
Успоредно с това в списание „Партиен живот“, в интервю, озаглавено „За езика на истината“, Кирил Несторов (заместник-председателят на ЦКРК) обвинява Тамбуев в гавра с „революционните добродетели на българския комунист“, а няколко седмици по-късно в на най-гледаното време на БНТ са отделени 45 минути на председателят на ЦКРК Начо Папазов, чиято цел е да убеди обществеността в правотата на партийната линия. Интервюто е заснето на запис, а не на живо. Вместо отделените 45 минути то траяло само 30 минути. Записът е бил неестествен и статичен, като на места личи намесата на цензурата и отрязването на определени пасажи, които не са дали очаквания резултат. На следващия ден във в. „Работническо дело“ е публикуван пълният текст на интервюто, където обаче някои части са поукрасени и редактирани, за да се съхрани престижът на Папазов. Живков, виждайки, че планът не сработва, за момент обмисля как да продължи нататък – дали да омекоти подхода или да го затвърди. След като избира втората опция, той „обезгласява“ доста съпартийци, които не са съгласни с неговия подход, като често променя ръководството на средствата за масова информация и определя кой може и кой не може да говори от тях.
Междувременно делото от частен характер срещу Тамбуев удря на камък. В деня на делото пред Софийския районен съд се струпват хора в подкрепа на журналиста. Граждани, колеги и етрополци ясно изразяват подкрепящата си позиция. Влизайки в съда, Тамбуев е поканен заедно с адвоката си от прокурора по делото в кабинета му, където става ясно, че тъжбата е оттеглена и така дело няма да има.
След провала на „мъмренето“ Тамбуев започва да сътрудничи на български издания в САЩ, Израел, Уругвай, Канада, Аржентина и Австрия чрез Комитета на българите в чужбина. Пише под псевдоним и се получава парадокс – голяма част от трудовете му са публикувани в чужбина, но не и в България. Докато националните медии заглушават случая с Етрополе, радио „Свободна Европа“, Би Би Си, „Дойче Веле“ и „Гласът на Америка“ проявяват нестихващ интерес, като Тамбуев дава интервю и за в. „Монд“.
Случаят „Тамбуев“ показва не само турбулентните години в епохата на Перестройката, но и всеобщото недоволство на хора от всички обществени слоеве към застарелия управленски модел на Живков.
След 10.11.1989 г. е реабилитиран и на 23. август през следващата 1990 г. е избран да оглави „Анкетна комисия за досиетата на депутатите“, която прави неуспешен опит да отвори досиетата на депутатите във ВНС. Избран е също и за член на Висшия съвет на БСП и депутат от левицата за два мандата.

## Семеен Живот
Димитрина Минекова е първата съпруга на Георги Тамбуев. От нея са и първите две деца – Румяна и Стефан. До развода си през 1965 г. живеят в схлупена къща в кв. Надежда. И точно тази къща с влагата и неуютността си е един от главните поводи за напрежението, възникнало в семейния им живот.
Елена Григорова е втората съпруга на Тамбуев. От нея е втората дъщеря, която също се казва Елена. Със съпругата си Елена живеят в голям апартамент на „Московска“ точно срещу катедралата Александър Невски, но това не се превръща в гаранция за стабилен и продължителен брак.
Д-р Нели Колева е последната съпруга на вече популярния журналист Георги Тамбуев. С нея бракът му е най-дълготраен, макар и да го споделят сред дефектите на един панелен апартамент в Младост ІІ. Сключен през 1973 г., бракът продължава до кончината на журналиста през 2003 г. От този брак се появява още една Румяна. Тя е от първия съпруг на Нели, но на практика от всичките си деца с малката Румяна (така ѝ казват) Георги Тамбуев изкарва най-дълго – 30 години.